# Mont-Laurent
Mont-Laurent è un comune francese di 70 abitanti situato nel dipartimento delle Ardenne nella regione del Grand Est.

## Società

### Evoluzione demografica
Abitanti censiti